# Ferdinand Meeûs

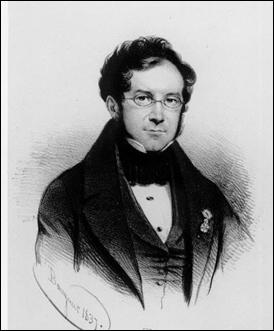
Ferdinand Meeûs

Ferdinand Meeûs (Brussel, 30 mei 1798 – aldaar, 5 april 1861), vanaf 1836 Ferdinand graaf de Meeûs, was een Belgisch bankier, financier, gouverneur van de Generale Maatschappij van België, lid van het Belgisch Nationaal Congres en volksvertegenwoordiger.

## Gezin
Twee leden van de familie Meeûs werden in 1688 en 1689 in de adelstand opgenomen, binnen familietakken die weldra uitdoofden. Het is waarschijnlijk dat latere naamgenoten uit dezelfde stam voortkwamen. Ze gebruikten alvast hetzelfde wapen en dezelfde wapenspreuk.
In de achttiende eeuw werd Meeùs een welvarende Brusselse handelaarsfamilie. De vader van Ferdinand, François-Joseph Meeûs (1765-1821), getrouwd met Marie-Thérèse van der Borcht (1766-1815), stond bekend als een gematigd katholiek en patriot. Hij doorstond de revolutiejaren en kon zijn fortuin doen aangroeien in de Franse tijd. Hij speelde een politiek rol, zowel in de Franse tijd als onder het Verenigd Koninkrijk der Nederlanden. Hij had, behalve Ferdinand, nog een zoon, Pierre François Joseph Meeûs (1793-1867), die een carrière van bankier en bestuurder doorliep, in de schaduw van zijn jongere broer.
Ferdinand trouwde in 1822 met zijn nicht Anne-Marie Meeûs (1797-1874), de dochter van zijn oom, meester-brouwer Henri-Adrien Meeûs (1763-1849) en van zijn tante Marie-Madeleine van der Borcht (1771-1837). Ze kregen elf kinderen, vier meisjes en zeven jongens. Hun oudste dochter, Anna de Meeûs (1823-1904), was de stichteres en algemeen overste van de vrouwencongregatie van Dames van de Eeuwigdurende Aanbidding.
Twee dochters trouwden met adellijke telgen:
- Marie-Louise Meeûs (1831-1865) met burggraaf François De Roest d'Alkemade (1831-1892),
- Marie-Henriette Meeûs (1833-1859) met de Franse graaf Auguste-François de Bruneteau de Sainte-Suzanne (1828-1912).

Vijf zoons van Ferdinand volgden in zijn voetsporen en waren actief in de Belgische handel, industrie en bankwezen.
- Ferdinand de Meeûs (Brussel, 1825 – Genk, 1916) x Idalie de Potesta (1831-1901). Hij was o.m. bestuurder van de 'Union des papéteries' en van verschillende kolenmijnen.
- Henri de Meeûs (Brussel, 1826 – Luik, 1913) x Amélie de Potesta (1832-1892). Hij was stichter van het ceramiekvennootschap in Maastricht, bestuurder van 'Société générale de conduites d'eau', van 'Compagnie d'eau de Barcelone', van verschillende kolenmijnen en hoogovens.
  - Louis de Meeûs (1857-1924) x Anne-Marie Martini (1864-1950).
    - Ludovic de Meeûs d'Argenteuil (1892-1961) x gravin Antoinette de Robiano (1897-1992).
      - Louis de Meeûs d'Argenteuil (1927-2002) x Jacqueline Feyerick (1928-2014). Via de familie Feyerick behoren de kinderen van dit echtpaar tot de vermogende groep Boël - Goblet d'Alviella.
- Joseph de Meeûs (Brussel, 1829 – aldaar, 1910) x Marie-Julie-Léonie Grimprel de Goulot (1834-1913). Hij was bestuurder of commissaris van kolenmijnen en spoorwegmaatschappijen.
- Eugène de Meeûs (Brussel, 1834 – Elsene, 1915) x Marie-Charlotte du Couëdic de Kergoaler (1843-1925). Hij was o.m. bestuurder van de 'Banque de l'Union Bruxelloise', 'Comptoir général Eyckholt et Cie', van verschillende kolenmijnen en spoorwegmaatschappijen.
- Paul de Meeûs (Ohain, 1841 – Vorst, 1922) x Céline Darrigade (1850-1926).

De vijf zoons, die net als hun vader, tot de bevoorrechte groep van kapitaalkrachtige verkiesbare burgers voor de Senaat behoorden, kregen elk een talrijk nageslacht, tot heden.

## Vroege levensloop
Ferdinand Meeûs deed middelbare studies in Brussel, waar hij opviel door zijn belangstelling voor theologie. Vervolgens behaalde hij het diploma van doctor in de rechten in 1819 aan de Rijksuniversiteit Leuven. 
De familie Meeûs, meer bepaald Henri-Adrien Meeûs, was al betrokken bij de Société Générale onder Willem I en Ferdinand trad na zijn studies onmiddellijk in het bankwezen. In de volgende jaren knoopte hij goede relaties aan met onder meer Rothschild in Londen, Parijs en Frankfurt, met Laffitte, Mallet en Rougemont in Parijs.
Toen de revolutie in 1830 losbrak, werd Meeûs verdacht (ten onrechte naar bleek) op de revolutionairen te hebben laten schieten vanuit zijn stapelplaatsen aan de Schaarbeekse poort. Het waren de regeringstroepen van Willem I die deze gebouwen hadden ingepalmd. Meeûs en zijn familie waren uit Brussel gevlucht. Zijn woning en deze stapelplaatsen, met grote hoeveelheden goederen, werden geplunderd en gingen in de vlammen op. Liever dan schadevergoeding te eisen van het Voorlopig Bewind, achtten Meeûs, zijn schoonvader Henri Meeûs (een van de belangrijkste aandeelhouders van de 'Generale') en zijn schoonbroer Pierre-Joseph Meeûs-Van der Maelen (1793-1873), dat het verstandiger was dit niet te doen, maar het gouverneurschap van die belangrijke instelling op te eisen. Wat dan ook gebeurde. 
Meeûs was pas 32 toen hij op 12 oktober 1830 door het Voorlopig Bewind aan het hoofd van de kredietinstelling werd gesteld. De weg hiertoe werd voorbereid door Jacques Coghen, een ander belangrijk man van de Société Générale, die door het Voorlopig Bewind aan het hoofd was geplaatst van een financieel comité en die een van de eerste ministers van Financies van het nieuwe België werd (1831-1832). Meeûs zou meer dan dertig jaar de instelling leiden, met de titel van gouverneur.

## Na de revolutie
Ferdinand Meeûs kon van meet af aan goed overweg met de nieuwe machthebbers. Hij werd kolonel van de Brusselse Garde Bourgeoise, en werd lid van het 'Comité de Sûreté' en van het 'Comité des Finances' bij het Voorlopig Bewind. Tegelijk werd hij ook verkozen tot lid van het Nationaal Congres. Nadien zetelde hij ook nog als gemeenteraadslid van Brussel tot in 1840 en als volksvertegenwoordiger van 1831 tot 1845.
Meeûs nam deel aan de besprekingen van het Nationaal Congres als kenner van de financiële problemen van de jonge staat. Ook op andere punten gaf hij zonder terughoudendheid zijn mening. Wat de stemmen betreft die hij uitbracht maakte hij zich onzichtbaar toen men tot de eeuwigdurende uitsluiting van de Nassaus besliste: dit was voor hem ongetwijfeld een te moeilijk dilemma. Hij stemde voor het koningschap voor de hertog van Nemours, na eerst naar de hertog August van Leuchtenberg te hebben overgeheld; hij stemde voor Erasme Louis Surlet de Chokier als regent en uiteindelijk voor Leopold van Saksen-Coburg. Hij stemde ten slotte tegen de aanvaarding van het Verdrag der XVIII artikelen.
Tijdens de jaren waarin hij als volksvertegenwoordiger zetelde aarzelde hij niet zich in debatten te mengen. Zo hield hij in 1839 een lange uiteenzetting waarin hij de werkzaamheden van de Société Générale verdedigde en tot slot de redenen gaf waarom hij voor het Verdrag der XXIV Artikelen zou stemmen. Hij nam vaak het woord als er gedebatteerd werd over problemen van de Société Générale, over spoorwegtracés of over industriële problemen.

## De 'Société Générale'
De Algemene Nederlandsche Maatschappij ter bevordering van de Volksvlijt of Société Générale was in 1822 opgericht door Willem I. De scheiding der Nederlanden confronteerde de dynamische maatschappij met enorme problemen, die haar ondergang hadden kunnen betekenen, ook al omdat dit geesteskind van de Hollandse koning op weinig sympathie kon rekenen bij de nieuwe machthebbers. De jonge Meeûs verrichtte echter wonderen: zijn scherpe geest en kennis van de financiële wereld, gekoppeld aan zijn internationale bankcontacten maakten dat hij spoedig kon afrekenen met het scepticisme van zijn eigen bestuurders en met de argwaan van de politici en van de zakenwereld.
Niet alleen kon hij de bank werkbaar en kredietwaardig houden, maar ook slaagde hij erin Rothschild in Parijs ertoe te brengen een grote lening toe te staan aan het nieuwe België. Binnen de Algemene Maatschappij werd hij geholpen door het feit dat Willem I zich pas in 1839 bij de nieuwe toestand zou neerleggen. Het zou nog tot in 1842 duren eer de scheiding binnen de vennootschap een feit was. Ondertussen had ze alle transacties en betwistingen kunnen uitstellen en de aanwezige financiële middelen maximaal kunnen benutten en doen renderen.
Meeûs slaagde er ook in om op basis van juridische spitsvondigheden, reserves ten belope van 12 miljoen goudfranken, die eigenlijk aan het Verenigd Koninkrijk hadden behoord, niet aan de Belgische Staat over te maken. Hij verkocht ook een massale hoeveelheid domaniale goederen die Willem I in de Société Générale had ingebracht en ook dit verhoogde aanzienlijk de liquide middelen van de bank. Om de kopers ter wille te zijn, aanvaardde Meeûs dat ze hem betaalden met staatsobligaties. Om de spaargelden van de bescheidener bevolkingsklassen naar zijn kassen te draineren, stichtte hij ook verschillende spaarkassen. Dit alles woog meer dan op tegen de tekorten die het gevolg waren van de aanzienlijke leningen die de Maatschappij voor 1830 had toegestaan aan de koolmijnen en de hoogovens en die, als gevolg van de crisis, maar zeer gedeeltelijk afbetaald werden.
Weldra beschikte Meeûs over voldoende middelen om talrijke grotere en kleinere leningen toe te staan die de opkomende industrieën ondersteunden, en ervoor zorgde dat de Société Générale zelf aandeelhouder werd in vele vennootschappen, waar ze de controle van nam. Op die manier werd de Société Générale een 'gemengde bank' of investeringsbank die in de tweede helft van de negentiende eeuw een aanzienlijk deel van de Belgische industrie controleerde. Tegelijk interesseerde hij zich zeer voor de nodige infrastructuur (wegen, waterwegen, spoorwegen) die hij noodzakelijk achtte voor de ontwikkeling van de industrie.
De uitbreiding van de 'Société Générale' uitte zich door het stichten van talrijke afzonderlijke naamloze vennootschappen, die telkens een welbepaalde activiteit uitoefenden. Aangezien de 'Société' meestal als hoofdaandeelhouder optrad, was het onvermijdelijk dat de Meeûs van zeer veel van die ondernemingen bestuurder werd, meestal in de functie van voorzitter van de raad van bestuur. Zonder exhaustief te zijn, zijn de volgende bestuursmandaten te vermelden:
- Spoorwegen: 'Haut et Bas Flénu', 'Dender-Waas', 'Mons-Hautmont'.
- Steenkoolmijnen: 'Charbonnages Produits au Flenu', 'Hornu et Wasmes', 'Couchant Flénu', 'Nord Bois Boussu', 'Haut-Flénu', 'Bellevue-Baisieux-Dour-Thulin', 'Charbonnages Réunis Charleroi', 'Monceau-Fontaine-Martinet', 'Val Benoît', 'Crachet-Pickery', 'Bonne Espérance', 'Longterne', 'Châtelineau', 'Boussuet Sainte-Croix'.
- Hoogovens: 'Marcinelle-Couillet', 'Luxembourg', 'Sclessin', 'Longterne'.
- Andere: 'Mines de zinc et de plomb Membach', 'Manufacture de glaces de Bruxelles', 'Canal de Jonction Sambre-Oise', 'Société pour l'agrandissement et l'embellissement de la capitale', Koninklijke Sint-Hubertusgalerijen.

De 'Société' was ook nog in veel andere vennootschappen (hoofd)aandeelhouder, zonder dat Meeûs in de raad van bestuur zetelde of als commissaris optrad, maar er door andere leden van zijn bestuur of zelfs door sommige leden van zijn familie, vertegenwoordigd was.

## De keerzijde van het succes
Dit uitzonderlijke succes werd in de publieke opinie en door de politici met argwaan en afgunst bekeken en er werd gevreesd dat een zo kapitaalkrachtige groep de macht in de nieuwe staat zou overnemen. Hierbij werd vooral kritiek uitgeoefend op het feit dat de 'Générale' ook als emissiebank fungeerde, de tegoeden van de Staat beheerde, het positieve saldo van de afrekening met Nederland blokkeerde en aan het Rekenhof controle-inzage weigerde. Er werd hierover zelfs in 1834 een parlementaire onderzoekscommissie opgericht.
Tussen Meeûs en de regering-De Theux de Meylandt I werd het open oorlog. De eerste minister en zijn minister van Financiën Edouard d'Huart waren bevreesd voor de te grote macht van de bankiers ('le parti banquiste' zoals ze ze noemden) en voor de speculaties die plaatsvonden, met industriële vennootschappen als inzet, die moesten uitmonden in beurscatastrofen. Toen Meeûs zich ook actief met het aanleggen van spoorlijnen ging gaan bezighouden, stemde de Senaat in 1836 een wet die verbood om de lijn tussen Brussel en Frankrijk aan privé-investeerders toe te kennen.
Met Leopold I was de verhouding aanvankelijk ook gespannen. Niet alleen vond hij Meeûs een arrogante kerel, maar vooral had deze bij herhaling in de Kamer tegen wetsvoorstellen gestemd die de steun van de koning hadden. De koning wilde hem zelfs als gouverneur van de Société Générale doen afzetten. Maar zijn schoonvader, koning Lodewijk Filips I van Frankrijk en James Mayer de Rothschild overtuigden hem dat het beter was om met die geniale man samen te werken. De verhoudingen met de koning en de regering werden beter. Meeûs kon verder als kassier van de Belgische Staat optreden, terwijl de uitgifte van 290.000 nieuwe aandelen maakte dat de Belgische elite (de koning incluis) kon aandeelhouder worden van de 'Generale' en de aandelen van koning Willem I verwaterden.
De vijandschap met de regering was echter nog niet helemaal opgeklaard. Op verzoek van de bestuurders van de bank, stelde Leopold I in 1836 voor dat Meeûs en Jacques Coghen tot minister van Staat zouden worden benoemd. De Theux en de ministers d'Huart en Ernst waren daar radicaal tegen en dreigden met ontslag als ze zoiets moesten slikken. De koning bond in, maar verving dit door iets waar hij makkelijker zeggenschap over had: hij verhief Meeûs en Coghen in de adelstand met een titel van graaf, overdraagbaar op alle mannelijke nazaten. De minister van Buitenlandse Zaken Felix de Mûelenaere die bereid was gevonden de nodige ministeriële handtekening aan de koning te bezorgen, moest ontslag nemen.

## Een centrale rol

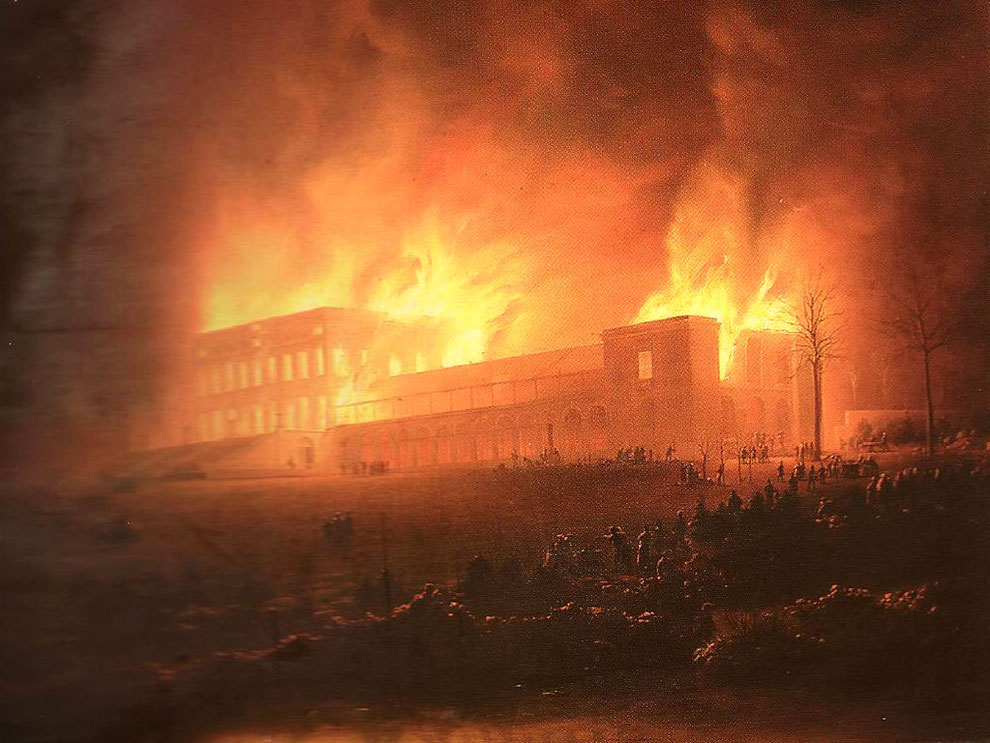
Brand van het eerste kasteel van Argenteuil (1847)

De koninklijke gunsten kwamen er natuurlijk omdat de heren van de Société Générale een centrale rol speelden in het economische leven van het land, maar ook omdat Meeûs een overtuigde unionist was en de koning daarin steunde, net zoals hij hem steunde in zijn inspanningen om Brussel als hoofdstad meer uitstraling te geven. De unionistische stelling was echter in 1845 niet meer populair en de opgang van de liberalen maakte dat Meeûs in 1845 niet meer herkozen werd. Hij had in 1840 ook al ontslag genomen uit de gemeenteraad van Brussel, nadat hij de Leopoldswijk had aangelegd, maar aan de hem toebehorende Société civile pour l'Agrandissement et l'Embellissement de Bruxelles de mogelijkheid werd ontzegd om een nieuw justitiepaleis te bouwen.
Vanaf 1842 waren de geschillen met Nederland afgewikkeld en had de Société de aandelen van Willem I teruggekocht. De economische toestand was in de volgende jaren niet rooskleurig en de Société Générale kwam in moeilijkheden, waar ze slechts uit geraakte met staatssteun. De prijs hiervoor was dat de Société zijn voorrecht om bankbiljetten uit te geven verloor, en dit voortaan alleen nog door de Nationale Bank kon worden gedaan. Alle beheerders van de Société Générale werden ontslagen, met uitzondering echter van Meeûs, die als gouverneur aanbleef tot aan zijn dood. In de jaren vijftig kon hij het genoegen beleven dat de maatschappij opnieuw welvarend was geworden.
Over de jaren heen was het persoonlijk fortuin van Meeûs aanzienlijk geworden. In de jaren 1830 bouwde hij een prinselijk buitenverblijf aan de rand van het Zoniënwoud en gaf het de naam 'Argenteuil'. Het kasteel brandde in 1847 af, maar werd herbouwd en de Meeûs omringde het door een eigendom van 600 ha bos en landbouwgebied. Toen hij overleed, bezat hij meer dan 7.000 ha, zowel in België als in Frankrijk.
Meeûs was ook een grote weldoener voor verschillende instituties. Hij steunde financieel de stichting van de nieuwe Université libre de Bruxelles. Hij ondersteunde vooral de katholieke caritatieve werken, in de eerste plaats degene die werden gesticht en geleid door zijn dochter Anna. In Brussel betaalde hij de bouw van de Sint-Jozefkerk voor de paters redemptoristen, in de nieuwe Leopoldswijk. In Ohain liet hij tussen 1854 en 1862 de Église Notre-Dame d'Argenteuil bouwen, bijgenaamd de IJzeren kerk, in moderne materialen. Het moest het mausoleum worden waar hij en zijn familie en nakomelingen zouden worden bijgezet. De kerk werd vlug bouwvallig en werd in 1941 gesloopt. In 1865 vervulde zijn weduwe zijn voornemen, die dateerde uit 1860, om in Waterloo, niet ver van hun eigendom in Argenteuil, de Sint-Annakerk te bouwen, met klooster en school voor Zusters van Sint-Vincentius. In 1855 stichtte hij de Crédit de la Charité, die fondsen besteedde aan de bouw van katholieke scholen ten behoeve van arbeiderskinderen en huizen voor bejaarde of invalide arbeiders.

## Publicaties
- Dissertatio inauguralis juridica de fideicommissariis hereditatibus et ad senatus-consultum Trebellianum, Academia Lovanensis, publico examini submittit, 1829
- Réponse à un article du Journal de La Haye, Brussel, 1841.

## Eerbetuiging

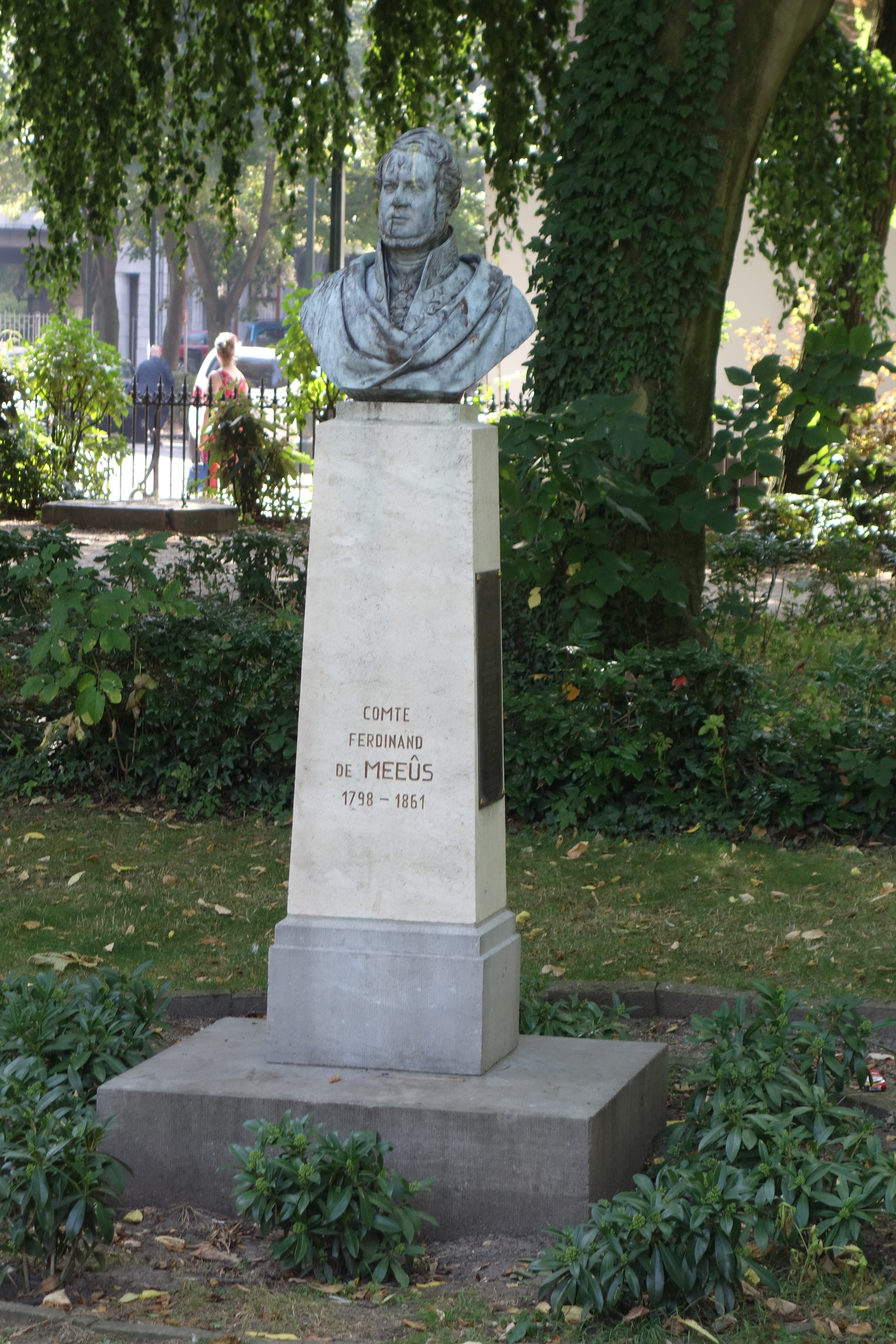
Borstbeeld op het De Meeûssquare

Stendhal heeft in zijn Mémoires d'un touriste geschreven: Est-ce la faute de la Chambre si la France n'a pas d'homme comme monsieur Meeûs?. In historische werken die de Generale Maatschappij en de economische ontwikkeling van het jonge koninkrijk hebben bestudeerd, is Meeûs prominent aanwezig.
In het Leopoldskwartier, waarvan Meeûs een van de voornaamste oprichters en financiers was, werd in 1946 zijn gedachtenis geëerd met het herdopen van de Place de l'Industrie in De Meeûssquare en werd een borstbeeld van hem geplaatst (en na vandalisme in 2009 herplaatst) op basis van een gietvorm door de beeldhouwer Willem Geefs.
Een familievereniging de Meeûs d'Argenteuil houdt de herinnering aan de illustere voorvader in eer.